# General Atomics RQ-1 Predator
L'RQ-1 Predator è un aeromobile a pilotaggio remoto (APR) monomotore in configurazione spingente, monoplano ad ala bassa sviluppato dalla divisione aeronautica dell'azienda statunitense General Atomics negli anni novanta.

## Caratteristiche
Il Predator, considerato l'erede dello GNAT, è un APR della categoria MALE (medium altitude, long endurance - media quota, lunga autonomia), ed entrato per la prima volta in linea nel 1995 nella United States Air Force, l'aeronautica militare statunitense, impiegato nelle missioni di ricognizione aerea, ed in seguito adottato da altre forze aeree mondiali.
Spesso ci si riferisce al modello come MQ-1 Predator, in quanto è stato successivamente dotato della possibilità di impiegare 2 missili AGM-114 Hellfire, passando dal solo impiego come velivolo da ricognizione (la R sta per reconnaissance) a quello di attacco (la M sta per multirole, cioè multiruolo). L'introduzione dell'armamento (e il cambio denominazione da R a M) è a partire dalla versione MQ-1B Predator. Da esso è derivata la versione MQ-9 Reaper, inizialmente indicata come MQ-1 Predator B.
L'RQ-1 è un sistema che oltre al velivolo, include una stazione di controllo a terra (GCS). Il velivolo è pilotabile da remoto anche oltre la linea dell'orizzonte, grazie ad un sistema data link satellitare.
L'RQ-1 Predator è nato come ricognitore teleguidato, in grado di eseguire ricognizioni di lunga durata senza mettere in pericolo la vita di un equipaggio. È dotato di dispositivi per l'osservazione molto avanzati, incluso un sensore per gli infrarossi ed un radar ad apertura sintetica (SAR - sintetic aperture radar) in grado di effettuare scansioni molto dettagliate degli obiettivi.
Il velivolo è caratterizzato da un'ala monoplana ad elevato allungamento alare, impennaggi a V rovesciata ed elica spingente. È manovrato dalla stazione a terra, da un pilota ed un osservatore.

## Utilizzatori

### Militari

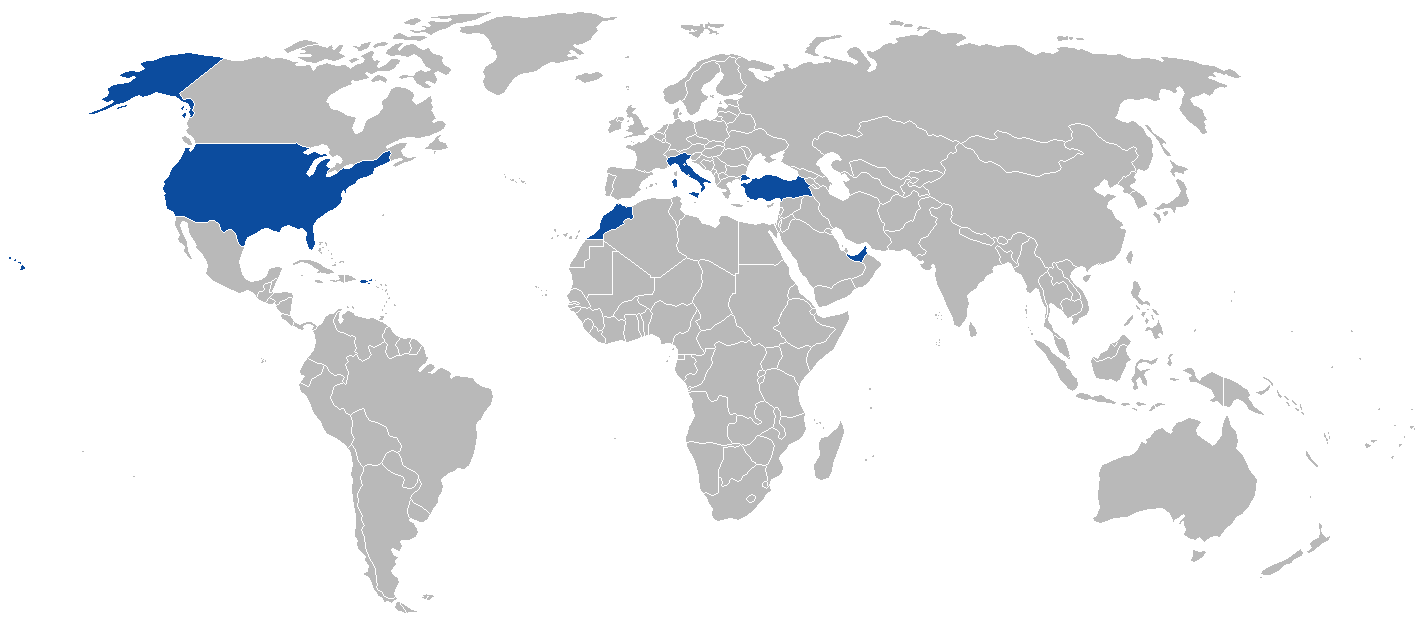
Utilizzatori del velivolo.

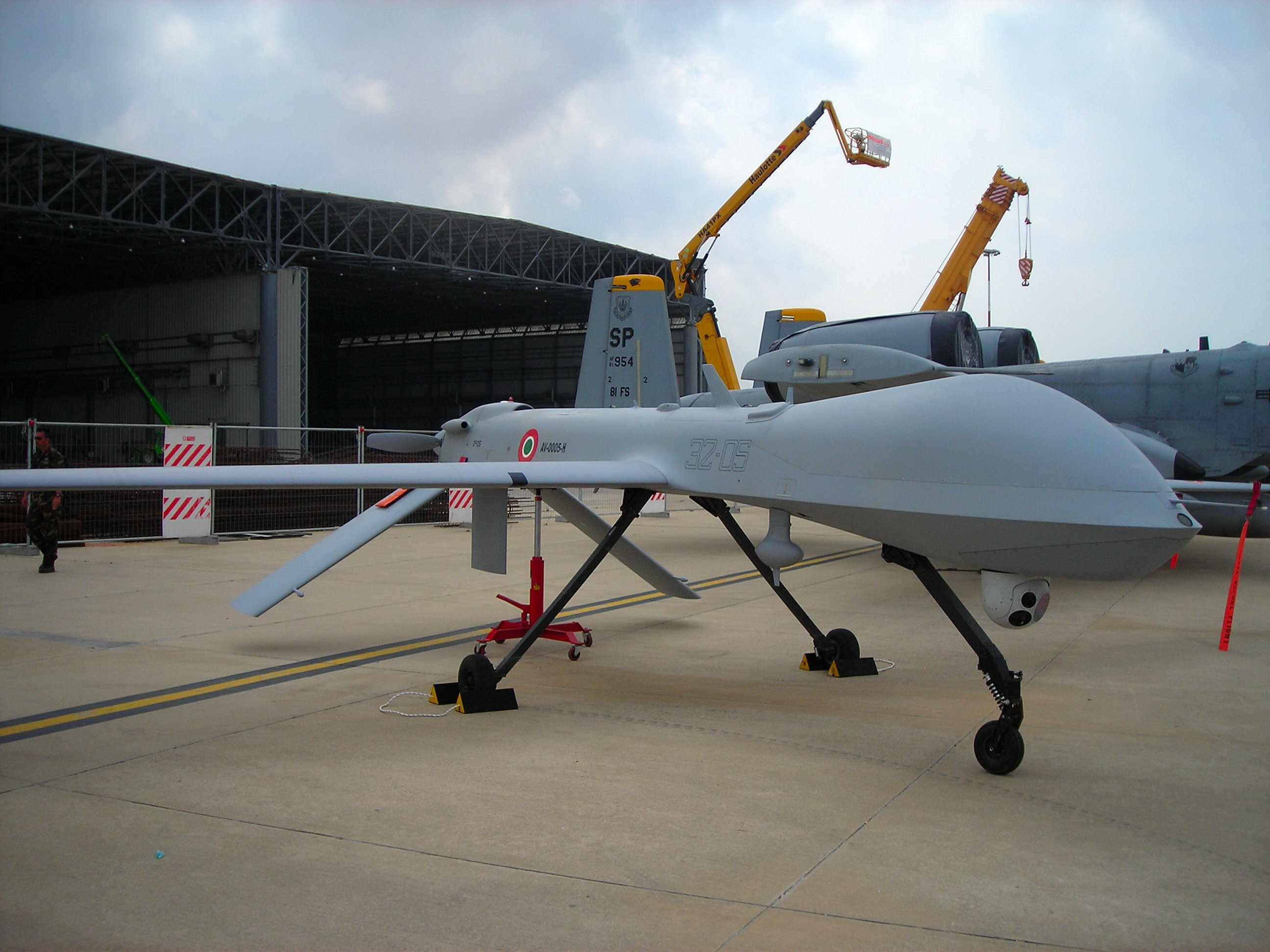
Un Predator dell'Aeronautica Militare.

Emirati Arabi Uniti
- Emirates Air Force[3]

 Italia
- Aeronautica Militare[4]

6 MQ-1A+ acquistati nel 2002, consegnati a partire dal 2004 ed entrati in servizio nel gennaio del 2005. Ulteriori 2 MQ-1C ER acquistati e consegnati il 22 dicembre 2015, anche per compensare una perdita avvenuta nel 2010. Tutti ritirati dal servizio il 19 dicembre 2022.
 Marocco
- Forces royales air[8]

 Stati Uniti
- United States Air Force

66 MQ-1B in servizio al settembre 2019.
 Turchia
- Türk Hava Kuvvetleri[10]

### Governativi
Stati Uniti
- Central Intelligence Agency
- United States Customs and Border Protection

## Sviluppi del Predator
- General Atomics ALTUS
- General Atomics MQ-1C Warrior
- General Atomics MQ-9 Reaper

## Cultura di massa
Il Predator è citato esplicitamente, insieme al suo sviluppo MQ-9 Reaper, nel singolo Reapers del gruppo britannico Muse.